# ジェド・マロース

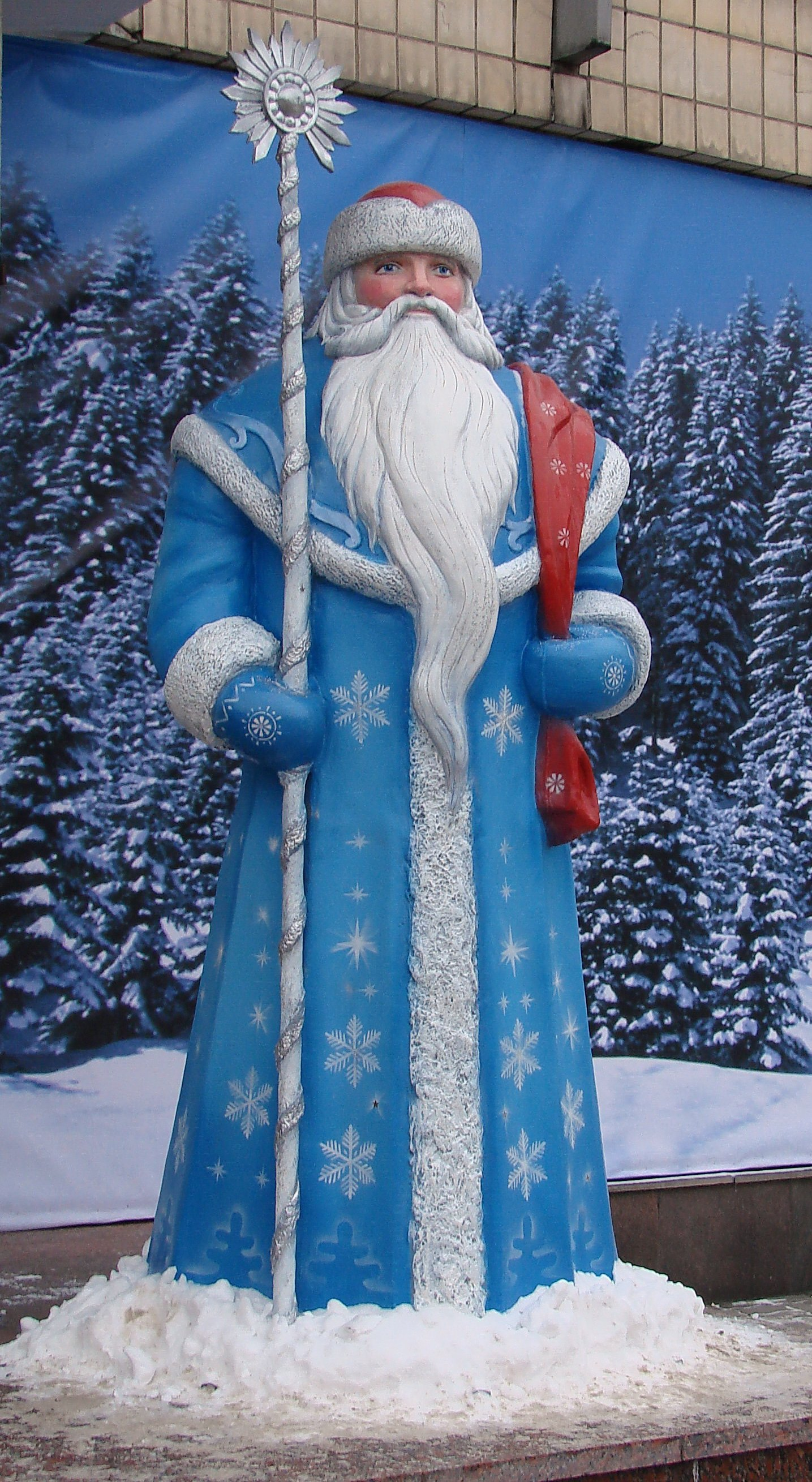
ジェド・マロース

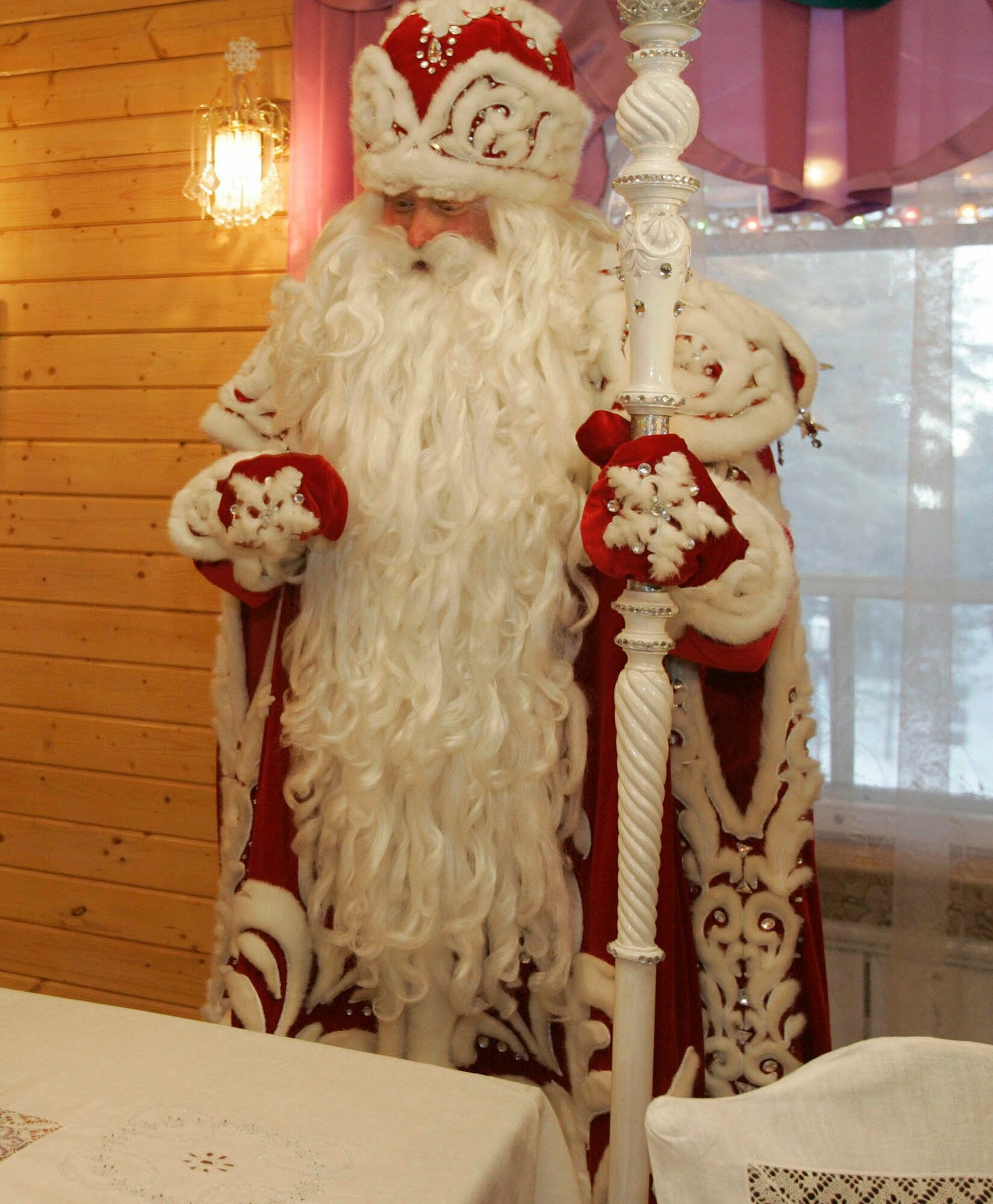
赤い衣装をまとったジェド・マロース

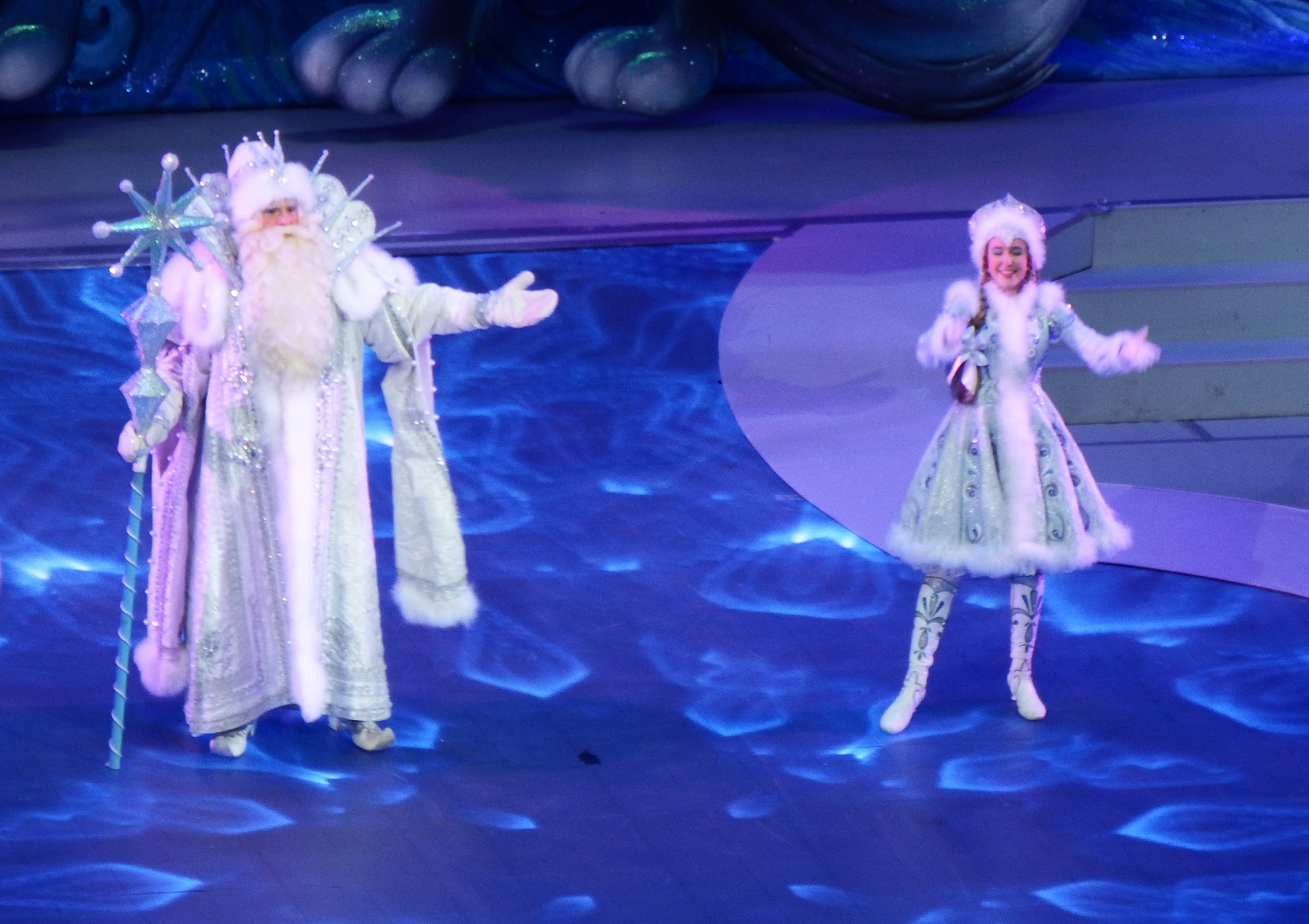
ジェド・マロースとスネグーラチカ

ジェド・マロース（ロシア語: Дед Мороз [dʲɛt mɐˈros]）は、ロシアの民間伝承に登場する霜の精。ジェドは「老爺」、マロースは「寒波」を意味する。ロシア版のサンタクロースと言えるが、青い衣装を着ていることがある。
現代ではしばしばスネグーラチカ（雪娘）という孫娘とともに現れる。

## ジェド・マロースの登場する物語の例
継母に虐げられる娘がいた。継母は連れ子を溺愛するあまり娘を家から冬の野に追い出してしまった。悲嘆する娘の前にジェド・マロースが現れ冷たい風を吹き付ける。ジェド・マロースは娘に「暖かいか」と問い、娘は「暖かい」と答える。問答を何度か続けた後ジェド・マロースは毛布や食料を与えた上で娘を生かす。生還した娘を見て継母は連れ子にも同じ幸運を受けさせるべく連れ子を外に放つ。先と同様ジェド・マロースが現れるが、性格の悪い連れ子は「寒い」と一点張り。連れ子は凍死する。

### 解釈
典型的なシンデレラ型のサクセス・ストーリーであるが、同時に、正直であることよりも従順であることを美徳とする、封建反動時代のスラヴ人的な教訓を含んでいる。
また、ジェド・マロースはロシアの寒さの人格化であり、「マロース」という語についてはシベリア抑留を描いた辺見じゅんの『収容所（ラーゲリ）から来た遺書』にも言及されている。